# Óxido de mercúrio(II)
Óxido de mercúrio(II), também chamado óxido mercúrico, tem fórmula HgO e uma massa molecular de 216.6. Possui coloração vermelha ou amarelo-alaranjado, apresentando-se como um sólido a temperatura e pressão ambiente. Sua forma mineral montroidita é encontrada muito raramente.

## Historia
Em 1774, Joseph Priestley descobriu que oxigênio era liberado pelo aquecimento de óxido mercúrico, embora ele não tenha identificado o gás como oxigênio (posteriormente, Priestley chamou-o "ar deflogisticado", que era o paradigma em que se estava trabalhando naquela época.)

## Síntese

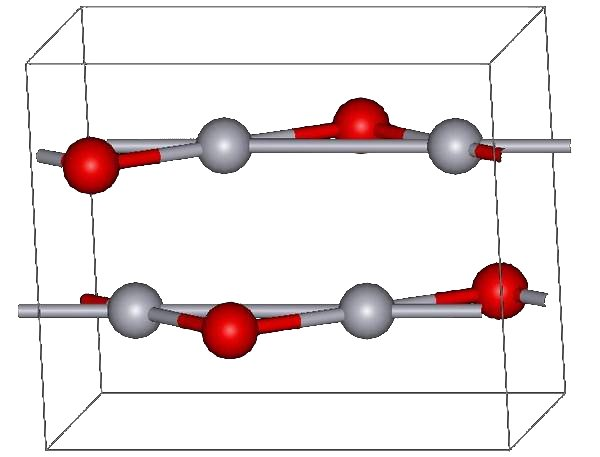
Estruitura da montroidita (átomos vermelhos são de oxigênio)

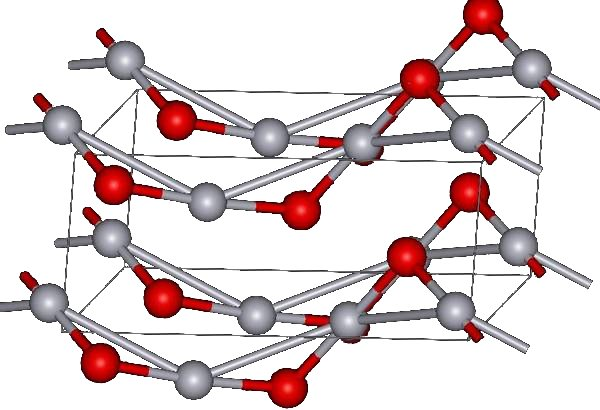
Estrutura do cinábrio.

A forma vermelha do HgO pode ser produzida pelo aquecimento de Hg em oxigênio a aproximadamente 350 °C, ou por pirólise de Hg(NO3)2. A forma amarela pode ser obtida pela precipitação de Hg2+ aquoso com álcali. A diferença na coloração é devida ao tamanho das partículas, ambas as formas tendo a mesma estrutura de unidade próximo ao linear de O-Hg-O unidas em cadeias em zig-zag com um ângulo O-Hg-O de 108°.

## Estrutura
Sob pressão atmosférica o óxido mercúrico tem duas formas cristalinas: uma é chamada montroidita (ortorômbica, 2/m 2/m 2/m, Pnma), e a segunda é análoda ao sulfeto metálico cinábrio (hexagonal,
hP6, P3221); ambos são caracterizados pelas cadeias Hg-O. A pressões acima de 10 GPa ambas estruturas convertem-se em uma forma tetragonal.